# Georg Kipp
Georg Kipp (* 23. Juni 1906 in Münster; † 19. Juli 1978) war ein deutscher Politiker (SPD, KPD). Er war er im Widerstand gegen den Nationalsozialismus aktiv. Von 1946 bis 1948 war er Abgeordneter im Landtag von Nordrhein-Westfalen.

## Leben
Kipp war Tischler von Beruf. Von 1923 bis 1928 war er Mitglied der SPD. Von 1922 bis 1933 war er Mitglied des Deutschen Holzarbeiterverbandes. 
In der Zeit des Nationalsozialismus war Kipp im Widerstand aktiv. Er wurde verhaftet und zu sieben Jahren Zuchthaus verurteilt, die er in Münster verbüßte.
Nach dem Zweiten Weltkrieg trat Kipp in die KPD ein. Zusammen mit Heinrich Hemsath und Theodor Geringhoff gehörte er in Münster einem Antifa-Ausschuss an. Er wurde Erster Sekretär (Vorsitzender) der KPD-Bezirksleitung Nord-Westfalen mit Sitz in Münster. Sein Nachfolger wurde Julius Pätsch. Rudolf Fey und Gertrud Kettler-Robben waren ebenfalls Sekretäre in der Bezirksleitung.
Kipp war Funktionär des Entnazifizierungsausschusses. Von 1945 bis Oktober 1946 war er Mitglied verschiedener kommunalpolitischer Ausschüsse (Wohnungs- und Bauausschüsse).
1946 wurde er in der zweiten Ernennungsperiode zum Abgeordneten des Landtags von Nordrhein-Westfalen ernannt und bei der Landtagswahl 1947 wiedergewählt. Über die Wahlliste der KPD zog er in den Landtag ein, aus dem er am 23. Januar 1948 ausschied. Später trat er wieder in die SPD ein.
Kipp starb am 19. Juli 1978.

## Weblink
- Georg Kipp beim Landtag Nordrhein-Westfalen